# Kevin MacDonald (piłkarz)
Kevin Duncan MacDonald (ur. 22 listopada 1960 w Inverness) – szkocki piłkarz oraz trener.
W Division One rozegrał 142 spotkania i zdobył 4 bramki.
Od 9 sierpnia 2010 tymczasowy trener Aston Villi po rezygnacji z tego stanowiska Martina O’Neilla.